# Флаг Тобольска
Флаг муниципального образования город Тобо́льск Тюменской области Российской Федерации.
Флаг утверждён 29 мая 2007 года и внесён в Государственный геральдический регистр Российской Федерации с присвоением регистрационного номера 3258.
Флаг является официальным символом муниципального образования город Тобольск.

## Описание
«Флаг города Тобольска представляет собой прямоугольное синее полотнище с отношением ширины к длине 2:3, воспроизводящее посередине фигуры герба города: жёлтый монумент в виде пирамиды на постаменте с двумя жёлтыми барабанами, бело-серыми кожами врозь, по сторонам пирамиды — выходящие вверх и в стороны знамёна с бело-серыми наконечниками на древках, под ними две бело-серые алебарды с такими же древками. Знамёна: слева — зелёное (сверху), красное и пурпурное; справа — красное, пурпурное и зелёное».

## Обоснование символики
Флаг создан с учётом герба города Тобольска, который разработан на основе исторического герба, Высочайше утверждённого 17 (28) марта 1785 года, описание которого гласило: «В синем поле, золотая пирамида с воинскою арматурою, с знаменами, барабанами и алебардами».
Фигуры флага символизируют мужество, героизм, трудолюбие, проявленные как первопроходцами, так и простыми жителями сурового края в освоении сибирской природы.
Использование композиции исторического герба подчёркивает преемственность многих поколений людей, прославивших своей жизнью и трудом Тобольскую землю.
Жёлтый цвет (золото) — символ богатства, стабильности, уважения и интеллекта.
Белый цвет (серебро) — символ совершенства, чистоты, мира и взаимопонимания.
Красный цвет — символ труда, силы, красоты, праздника.
Синий, голубой цвета — символ чести, благородства, духовности.
Зелёный цвет — символ природы, здоровья, жизненного роста.
Пурпурный цвет — символ достоинства, величия, власти.